# Fanis Katergiannakis
Theofanis "Fanis" Katergiannakis (griechisch Θεοφάνης "Φάνης" Κατεργιαννάκης, * 16. Februar 1974 in Thessaloniki) ist ein ehemaliger griechischer Fußballtorhüter.

## Karriere
Katergiannakis wechselte 1993 aus der Jugend in die 1. Mannschaft von Ethnikos Pyleas. Schon nach Ablauf der Spielzeit 1993/1994 wechselte er zu Aris Thessaloniki. Hier spielte er acht Jahre in der Super League, der höchsten Spielklasse in Griechenland. Zudem konnte er in der Spielzeit 1999/2000 sein Debüt im internationalen Vereinsfußball geben. Im UEFA-Pokal, in der 1. Runde gegen Servette Genf aus der Schweiz. Er schied mit Aris in der 2. Runde gegen spanischen Club Celta Vigo aus.
Im Sommer 2002 wechselte Katergiannakis innerhalb der Liga zu Olympiakos Piräus. Direkt in seiner ersten Spielzeit 2002/2003 mit Olympiakos konnte er die Meisterschaft gewinnen. In der darauffolgenden Spielzeit 2003/2004, spielte er zum ersten und einzigen Mal in der UEFA Champions League. Er absolvierte 4 von 6 Spielen in der Gruppe D für Olympiakos. Nach Ablauf der Saison verließ er den Verein.
Für die Spielzeit 2004/2005 schloss er sich dem italienischen Erstligisten Cagliari Calcio an. Sein Debüt in der Serie A, der höchsten Spielklasse in Italien gab er am 12. September 2004, den 1. Spieltag. Beim 1:0-Erfolg gegen den FC Bologna, stand er über 90. Minuten auf dem Platz.
Zum 1. Juli 2005 wechselte er wieder nach Griechenland zu Iraklis Thessaloniki. Dort stand er bis Sommer 2007 unter Vertrag. Im Anschluss fand Katergiannakis zunächst keinen neuen Verein und war bis Sommer 2008 vereinslos.
Der 2. Ligist AO Kavala nahm ihn anschließend unter Vertrag. In der Saison 2008/2009 gelang der sofortige Aufstieg aus der Football League, der 2. Liga in Griechenland. Bis zu seinem Karriereende im Sommer 2011 spielte er mit Kavala im griechischen Fußballoberhaus.

## Nationalmannschaft
Katergiannakis debütierte am 17. November 1999 für die A-Nationalmannschaft der Griechen. Beim 1:0-Sieg gegen Bulgarien, kam er in der 78. Minute für Antonios Nikopolidis auf den Platz. Er gehörte zum 23er-Kader, welcher bei der Fußball-Europameisterschaft 2004 in Portugal den Titel gewann. Blieb jedoch als dritter Torhüter ohne Einsatz.

## Erfolge
- Griechischer Meister: 2003
- Europameister: 2004